# Raión de Zhúkovka
El raión de Zhúkovka (ruso: Жу́ковский райо́н) es un distrito administrativo (raión) ruso perteneciente a la óblast de Briansk. Su forma de autogobierno local es desde 2020 la de ókrug municipal (Жуковский муниципальный округ), albergando su territorio un único ayuntamiento con sede en la capital distrital homónima. Se ubica en el norte de la óblast.
En 2021, el raión tenía una población de 33 943 habitantes, de los que 17 628 vivían en la ciudad de Zhúkovka y el resto repartidos en 85 localidades rurales, de las que solamente tres superan los mil habitantes: el pueblo (seló) de Rzhánitsa (4262 habitantes), el posiólok de Trosná (1638 habitantes) y la aldea (derevnia) de Nikólskaya Slobodá (1118 habitantes).
El río Desná fluye por el territorio de este raión antes de entrar en el área urbana de Briansk.